# Distrito electoral local 7 de Morelos
El VII Distrito Electoral Local de Morelos es uno de los 12 distritos electorales locales del estado de Morelos para la elección de diputados locales. Su cabecera es la ciudad de Cuautla.

## Historia

### Cuautla como cabecera distrital

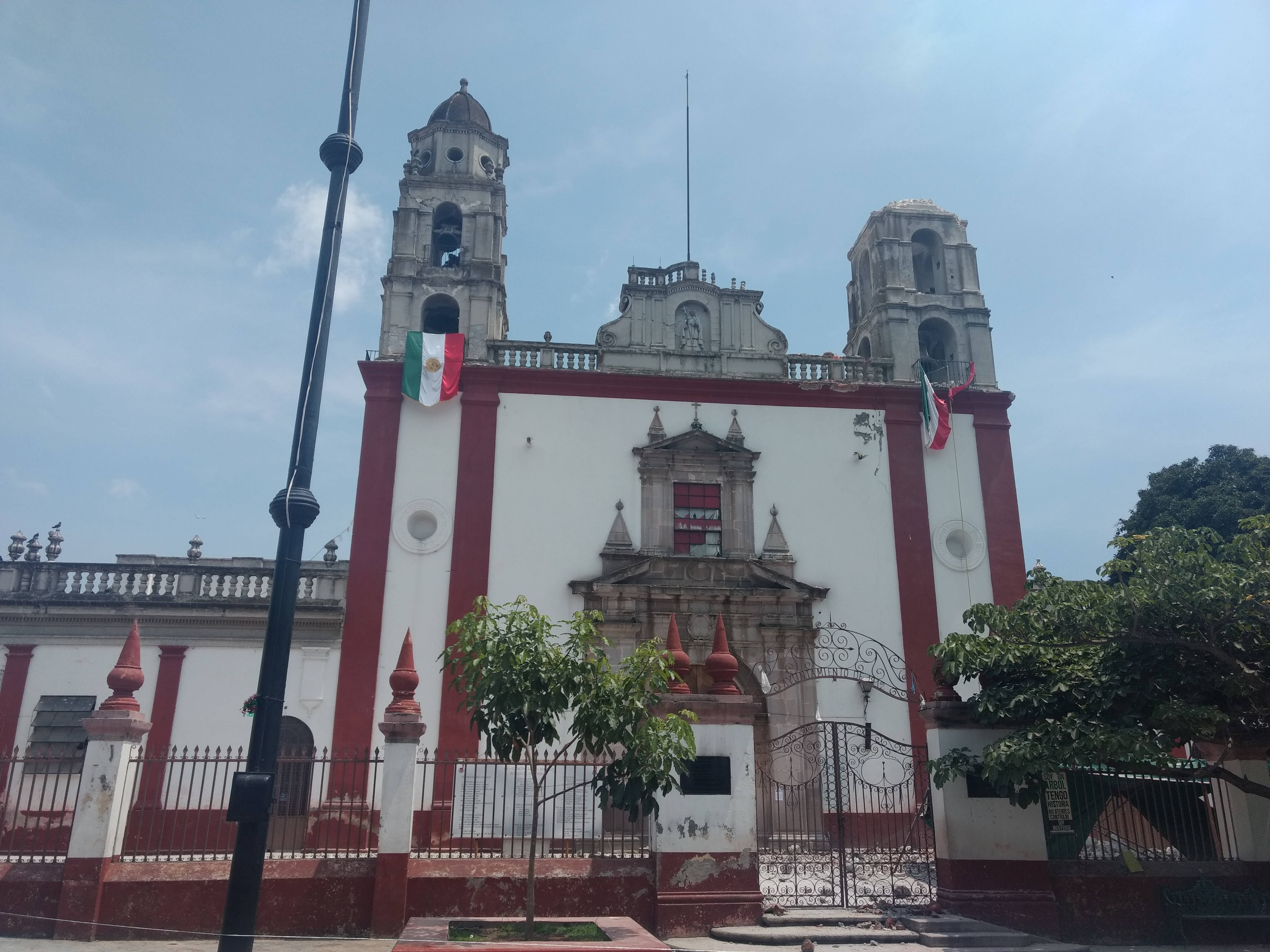
Cuautla de Morelos sede del consejo distrital.

Después de la erección del estado de Morelos en 1869 durante la I Legislatura del Congreso del Estado de Morelos existían siete distritos, siendo Cuautla dividida en dos distritos, los distritos III y IV. De 1871 a 1877 existieron diez distritos siendo Cuautla el V Distrito, a excepción de 1873 a 1875 donde no fue cabecera distrital. De 1877 a 1884 existieron nueve distritos permaneciendo Cuautla como el V Distrito. De 1884 a 1886 existieron nueve distritos siendo Cuautla el VII Distrito.
De 1886 a 1912 existieron nueve distritos siendo Cuautla el V Distrito. Desde 1912 hasta 1976, a excepción de un periodo breve de 1912 a 1913 (donde había once distritos), en el Congreso existían siete distritos, siendo Cuautla el VI Distrito. De 1976 a 1979 existieron nueve distritos siendo Cuautla el VII Distrito. De 1979 a 1994 existieron doce distritos siendo Cuautla el IX Distrito. De 1994 a 1997, existieron quince distritos, siendo Cuautla dividido en los distritos XI y XII. De 1997 a 2015, existieron dieciocho distritos, siendo Cuautla dividido en los distritos XIV y XV.
El 29 de agosto de 2017 el Consejo General del Instituto Nacional Electoral (INE) aprobó los distritos electorales uninominales locales y sus respectivas cabeceras distritales de Morelos, que entraron en vigor para las elecciones estatales de Morelos de 2018.

## Demarcación territorial
Este distrito está integrado totalmente por un municipio, que es el siguiente:
- Cuautla, integrado por 84 secciones electorales.

## Diputados por el distrito
- LIV Legislatura (2018-2021):
  -  Marcos Zapotitla Becerro[4]
- LV Legislatura (2021-2024):
  -  María Paola Cruz Torres[5]